# ʮ
Cette page contient des caractères spéciaux ou non latins. S’ils s’affichent mal (▯, ?, etc.), consultez la page d’aide Unicode.
ʮ (uniquement en minuscule), appelé h culbuté crosse réfléchie, est une lettre additionnelle de l’alphabet latin qui est utilisée dans l’extension de l’alphabet phonétique international utilisée pour les langues chinoises.

## Utilisation

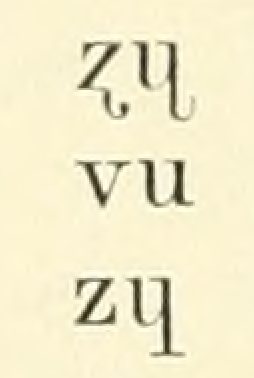
Le symbole dans le mot zʮ dans Karlgren 1926 (sans crochet à gauche).

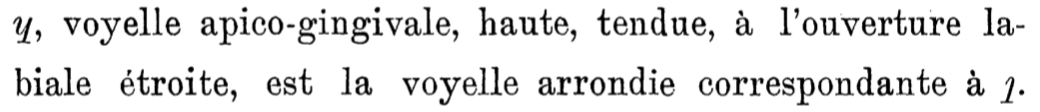
Description de ʮ dans Karlgren 1916.

Bernhard Karlgren emprunte le symbole à l’alphabet dialectal suédois mais utilise la forme avec un long jambage et la forme avec un crochet rétroflexe comme deux symboles distincts, sans crochet à gauche en caractères romains.

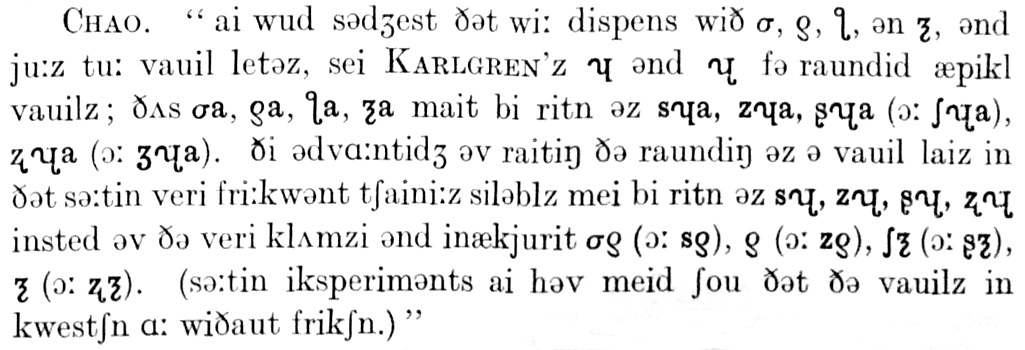
Les symboles ʮ et ʯ tel que suggérés par Chao Yuen Ren en 1931 pour l’API.

En 1931, Chao Yuen Ren suggère de remplacer les symboles de consonnes fricatives labiales [σ, ƍ] et [ƪ, ƺ] par des combinaisons de symboles utilisant ʮ et ʯ (avec les crochets à gauche), c’est-à-dire de les transcrire [sʮ, zʮ] et [ʂʯ, ʐʯ] ou ʃʯ, ʒʯ] (aujourd’hui transcrite [sʷ, zʷ] ou [θʷ, ðʷ], et [ʂʷ, ʐʷ] ou [ʃʷ, ʒʷ].
Le h culbuté crosse réfléchie ‹ ʮ › est un symbole utilisé par les sinologues pour représenter une voyelle postérieure articulée comme une consonne apicale fricative, c’est-à-dire une consonne fricative alvéolaire voisée arrondie et syllabique dont la représentation standard avec l’alphabet phonétique international est [z̩ʷ]. Ce symbole a été introduit en Chine par des linguistes allemands dans les années 1950. Il est composé comme d’autres symboles de l’alphabet phonétique international et semble être un amalgame de l’iota (pour une voyelle fermée), un r réfléchi (pour une prononciation apico-alvéolaire) et un u (pour une prononciation arrondie). Son équivalent non-arrondie est représenté par les sinologues avec le symbole r sans obit réfléchi ‹ ɿ ›.

## Représentations informatiques
Le h culbuté crosse réfléchie peut être représenté avec les caractères Unicode (Alphabet phonétique international) suivants :
| formes    | représentations | chaînes de caractères | points de code | descriptions                                       |
| --------- | --------------- | --------------------- | -------------- | -------------------------------------------------- |
| minuscule | ʮ               | ʮ                     | U+02AE         | lettre minuscule latine h culbuté crosse réfléchie |